# Брецлав
Брецлав (чеш. Břeclav) град је у Чешкој Републици, у оквиру историјске покрајине Моравске. Брецлав је четврти по величини град управне јединице Јужноморавски крај, у оквиру којег је седиште засебног округа Брецлав.
Поред Брецлава се налази комплекс Леднице-Валтице, који је под заштитом УНЕСКОа, као културна баштина на основу начела културног пејзажа.

## Географија
Брецлав се налази у крајње југоисточном делу Чешке Републике, на самој тромеђи Чешке са Аустријом и Словачком (15 км јужно од града). Град је удаљен од 260 км југоисточно од главног града Прага, а од првог већег града, Брна, 55 км јужно.
Град Брецлав се налази на реци Дије у области јужне Моравске. Иста река пар километара јужније постаје граница ка суседној Аустрији. Надморска висина града је око 160 м, па је то најнижи град у целој држави. Положај средишта града у пространој равници, па је град један од „најравничарскијих“ у целој држави.

## Историја
Подручје Брецлава било је насељено још у доба праисторије. Насеље под данашњим називом први пут се у писаним документима спомиње у 11. веку, као тврђава у поседу велможе Братислава (назив града), а насеље је ускоро добило градска права. Вековима су главно становништво у граду били Чеси. Из времена средњег века сачувано је доста грађевина.
1919. године Брецлав је постао део новоосноване Чехословачке. 1938. године Брецлав, и поред тога што је био насеље са чешком већином, је оцепљено од Чехословачке и припојено Трећем рајху. После Другог светског рата месни Немци (дотад мањина) су се присилно иселили из града у матицу. У време комунизма град је нагло индустријализован. После осамостаљења Чешке дошло је до опадања активности тешке индустрије и до проблема са преструктурирањем привреде.

## Становништво
Брецлав данас има око 24.000 становника и последњих година број становника у граду стагнира. Поред Чеха у граду живе и Словаци и Роми.

## Партнерски градови
- Приверно
- Трнава

## Галерија
- Црква Пошторна
- Брецлавски град
- Главна пошта
- Пешачка зона